# Jardín Medicinal de Chelsea
El Jardín Medicinal de Chelsea (en inglés, Chelsea Physic Garden) es un jardín de simples situado en la capital del Reino Unido, Londres, concretamente en el barrio de Chelsea. Fue fundado en 1673 por la Sociedad de Boticarios de Londres con el nombre de Apothecaries' Garden («Jardín de los Boticarios», exactamente igual que el «Jardín de los Boticarios» de Moscú, todavía llamado así actualmente).
El Jardín Medicinal de Chelsea tiene una extensión de 1,4 hectáreas y se cuenta entre los jardines botánicos más antiguos de Gran Bretaña, después del Jardín Botánico de la Universidad de Oxford (fundado en 1621) y el Real Jardín Botánico de Edimburgo (fundado en 1670).

## Historia
La sociedad de boticarios de Londres ("Society of Apothecaries"), instaló inicialmente el jardín en unos terrenos alquilados a Sir John Danver, en Chelsea, que formaban parte de su bien establecido jardín. La casa de Danver, estaba unida a la mansión que una vez perteneció a Sir Thomas More, conocida en el siglo XVII como Buckingham y Beaufort House. La Casa Danver fue derruida en 1696 para dar paso a la calle Danvers, nombrada en su honor.
En 1713 el doctor Hans Sloane compró a Charles Cheyne la mansión adyacente, de aproximadamente 1,6 hectáreas, arrendándola en 1722 a la Sociedad de boticarios por 5 libras anuales a perpetuidad, con la única condición de que el jardín suministrara a la Royal Society -de quien era uno de sus directores-, 50 buenas muestras de herbario por año, hasta un total de 2.000 plantas.
Así comenzó la edad de oro del Jardín Botánico de Chelsea, bajo la dirección de Philip Miller (1722–1770), cuando se convirtió en el jardín mejor provisto del mundo. Su programa de intercambio de semillas se instauró tras la visita en 1682 del botánico holandés Paul Hermann, a la sazón relacionado con el Jardín Botánico de Leiden, manteniéndose dicho programa hasta nuestros días. El mayor acontecimiento del programa de intercambio de semillas se considera que es la introducción del algodón en la colonia americana de Georgia y, más recientemente, la difusión mundial de la especie Catharanthus roseus (vinca de Madagascar).
En 1730 Isaac Rand, miembro y profesor de la Royal Society publicó un catálogo resumido del jardín, el conocido como Index plantarum officinalium, quas ad materiae medicae scientiam promovendam, in horto Chelseiano. La obra A Curious Herbal (1737–1739) de Elizabeth Blackwell fue ilustrada en parte con ejemplares tomados del Jardín Botánico de Chelsea.
Celosamente mantenido por la Sociedad de Boticarios de Londres, en 1983 fue reconocido como una asociación caritativa y fue abierto por primera vez al público en general.

## Colecciones
En octubre de 2017 el jardín poseía 5000 plantas, divididas en zonas como:
- Jardín de plantas medicinales
- Jardín farmacéutico, con plantas organizadas según la dolencia para las que son útiles
- Jardín de Medicina Mundial, con plantas medicinales organizadas por la cultura que las utiliza
- Jardín de plantas comestibles y útiles
- Jardín de bosques del mundo